# Kasteel Doornik
Kasteel Doornik is een verdwenen kasteel in Doornik in de gemeente Lingewaard, in de Nederlandse provincie Gelderland. Het kasteel werd in 1823 na uitbraak van een brand afgebroken.

## Geschiedenis
De vroegst bekende schriftelijke vermelding van Doornik stamt uit 1020. In het jaar 1326 blijkt Jan van Doirnic beleend met de heerlijkheid Doornik. Uit 1354 bestaat een melding dat de bewoners de zijde kiezen van de Van Heeckerens tijdens de strijd tussen de Heeckerens en Bronckhorsten. Het kasteel wordt daardoor een doelwit van de Heren van Bronckhorst. Kennelijk zijn deze heren in hun opzet geslaagd, want in 1355 blijkt het kasteel volledig te zijn verwoest. In 1507 werd Willem van Arenborch leenman van de heerlijkheid Doornik en Ressen. Mogelijk is hij de bouwer van het kleine kasteel waarvan een afbeelding is overgeleverd. Het kasteel werd in 1823 na uitbraak van een brand afgebroken.
Lange tijd is de ligging van het kasteel onduidelijk geweest. Door middel van kaartstudie, grondboringen en historische bronnen werd duidelijk dat het kasteel in de Bemmelse Waard lag, niet ver van de Waal, waar ooit het dorpje Oud-Doornik lag. In 1799 spoelde dit dorpje weg tijdens een dijkdoorbraak bij Doornik en werd nooit meer herbouwd.